# Zsombor Berecz
Zsombor Berecz (Miskolc, 13 dicembre 1995) è un calciatore ungherese, centrocampista del Vasas.

## Caratteristiche tecniche
È un centrocampista completo, che predilige la fase offensiva; si ispira al pariruolo belga Radja Nainggolan.

## Statistiche

### Presenze e reti nei club
Statistiche aggiornate al 18 agosto 2018.
| Stagione        | Squadra         | Campionato      | Campionato | Campionato | Coppe nazionali | Coppe nazionali | Coppe nazionali | Coppe continentali | Coppe continentali | Coppe continentali | Altre coppe | Altre coppe | Altre coppe | Totale | Totale |
| Stagione        | Squadra         | Comp            | Pres       | Reti       | Comp            | Pres            | Reti            | Comp               | Pres               | Reti               | Comp        | Pres        | Reti        | Pres   | Reti   |
| --------------- | --------------- | --------------- | ---------- | ---------- | --------------- | --------------- | --------------- | ------------------ | ------------------ | ------------------ | ----------- | ----------- | ----------- | ------ | ------ |
| 2012-2013       | Vasas           | NBII            | 2          | 0          | MK              | 2               | 1               | -                  | -                  | -                  | -           | -           | -           | 4      | 1      |
| 2013-2014       | Vasas           | NBII            | 22         | 4          | MK+CdL          | 0+4             | 0+1             | -                  | -                  | -                  | -           | -           | -           | 26     | 5      |
| 2014-2015       | Vasas           | NBII            | 27         | 2          | MK+CdL          | 1+3             | 0               | -                  | -                  | -                  | -           | -           | -           | 31     | 2      |
| 2015-2016       | Vasas           | NBI             | 29         | 0          | MK              | 1               | 0               | -                  | -                  | -                  | -           | -           | -           | 30     | 0      |
| 2016-2017       | Vasas           | NBI             | 32         | 6          | MK              | 9               | 3               | -                  | -                  | -                  | -           | -           | -           | 41     | 9      |
| 2017-2018       | Vasas           | NBI             | 23         | 3          | MK              | 2               | 0               | UEL                | -                  | -                  | -           | -           | -           | 25     | 3      |
| Totale Vasas    | Totale Vasas    | Totale Vasas    | 135        | 15         |                 | 22              | 5               |                    | -                  | -                  |             | -           | -           | 157    | 20     |
| 2018-2019       | MOL Vidi        | NBI             | 1          | 0          | MK              | 0               | 0               | UCL                | 0                  | 0                  | -           | -           | -           | 1      | 0      |
| Totale carriera | Totale carriera | Totale carriera | 136        | 15         |                 | 22              | 5               |                    | 0                  | 0                  |             | -           | -           | 158    | 20     |

### Cronologia presenze e reti in nazionale
| Cronologia completa delle presenze e delle reti in nazionale ― Ungheria | Cronologia completa delle presenze e delle reti in nazionale ― Ungheria | Cronologia completa delle presenze e delle reti in nazionale ― Ungheria | Cronologia completa delle presenze e delle reti in nazionale ― Ungheria | Cronologia completa delle presenze e delle reti in nazionale ― Ungheria | Cronologia completa delle presenze e delle reti in nazionale ― Ungheria | Cronologia completa delle presenze e delle reti in nazionale ― Ungheria | Cronologia completa delle presenze e delle reti in nazionale ― Ungheria |
| Data                                                                    | Città                                                                   | In casa                                                                 | Risultato                                                               | Ospiti                                                                  | Competizione                                                            | Reti                                                                    | Note                                                                    |
| ----------------------------------------------------------------------- | ----------------------------------------------------------------------- | ----------------------------------------------------------------------- | ----------------------------------------------------------------------- | ----------------------------------------------------------------------- | ----------------------------------------------------------------------- | ----------------------------------------------------------------------- | ----------------------------------------------------------------------- |
| 15-11-2016                                                              | Budapest                                                                | Ungheria                                                                | 0 – 2                                                                   | Svezia                                                                  | Amichevole                                                              | -                                                                       | 46’                                                                     |
| Totale                                                                  |                                                                         | Presenze                                                                | 1                                                                       |                                                                         | Reti                                                                    | 0                                                                       |                                                                         |

## Palmarès

### Club

#### Competizioni nazionali
- Nemzeti Bajnokság II: 2

Vasas: 2014-2015, 2021-2022